# Championnats de Tunisie d'athlétisme 2011
Navigation
2010 2012
Les championnats de Tunisie d'athlétisme 2011 sont une compétition tunisienne d'athlétisme se disputant en 2011. En l'absence de plusieurs athlètes de l'élite, ils sont d'un niveau moyen et n'ont pas enregistré de grandes performances. 

## Palmarès
| Discipline             | Hommes                    | Hommes          | Femmes                             | Femmes          |
| ---------------------- | ------------------------- | --------------- | ---------------------------------- | --------------- |
| 100 m                  | Bilel Benzaïd             | 11 s 14         | Eya Lakhal                         | 12 s 30         |
| 200 m                  | Ziad Azizi                | 21 s 91         | Eya Lakhal                         | 24 s 58         |
| 400 m                  | Anis Ghemagui             | 49 s 34         | Nouha Baklouti                     | 58 s 10         |
| 800 m                  | Bilel Salhi               | 1 min 52 s 37   | Soumaya Bousaïd                    | 2 min 5 s 45    |
| 1 500 m                | Amor Ben Yahia            | 3 min 47 s 48   | Soumaya Bousaïd                    | 4 min 27 s 89   |
| 5 000 m                | Wissem Hosni              | 13 min 54 s 97  | Amira Ben Amor                     | 17 min 4 s 87   |
| 10 000 m               | Wissem Hosni              | 28 min 35 s 9   | Amira Ben Amor                     | 36 min 34 s     |
| 100 m haies            |                           |                 | Nada Cheroudi                      | 16 s 60         |
| 110 m haies            | Mehdi Mersni              | 15 s 4          |                                    |                 |
| 400 m haies            | Mohamed Sghaïer           | 52 s 82         | Maroua Najjar                      | 65 s 83         |
| 3 000 m steeple        | Amor Ben Yahia            | 8 min 30 s 60   | Safa Jemmali                       | 10 min 34 s 93  |
| Relais 4 × 100 mètres  | Athletic Club de Nabeul   | 43 s 38         | Athletic Club de Sousse            | 51 s 68         |
| Relais 4 × 400 mètres  | Athletic Club de Nabeul   | 3 min 21 s 77   | Club sportif de la Garde nationale | 4 min 12 s 13   |
| Saut en longueur       | Mohamed Amine Trabelsi    | 6,95 m          | Nada Cheroudi                      | 5,77 m          |
| Triple saut            | Mohamed Amine Trabelsi    | 16,20 m         | Fatma Ben El Hammadi               | 12,35 m         |
| Saut en hauteur        | Alaa Khelifi              | 1,95 m          | Rahma Miled                        | 1,65 m          |
| Saut à la perche       | Sami Belrhaïem            | 4,40 m          | Nadia Mabrouk                      | 3,60 m          |
| Lancer du poids        | Mohamed Béchir Benrehouma | 16,09 m         | Souhir Dhaouadi                    | 13,93 m         |
| Lancer du disque       | Wajdi Bellili             | 46,75 m         | Monia Kari                         | 46,80 m         |
| Lancer du marteau      | Mohsen Anani (EGY)        | 72,06 m         | Heba Cherni                        | 49,65 m         |
| Lancer du javelot      | Sadok Anani (EGY)         | 64,98 m         | Aida Sallem                        | 55,80 m         |
| Décathlon              | Walid Nsiri               | 6 264           |                                    |                 |
| Heptathlon             |                           |                 | Nada Cheroudi                      | 4 922           |
| Semi-marathon          | Mohamed Ali El Gmati      | 1 h 11 min 11 s | Mahbouba Belgacem                  | 1 h 29 min 34 s |
| 10 km marche sur piste | Hédi Teraoui              | 44 min 46 s 9   | Chaima Trabelsi                    | 48 min 3 s 1    |
| 10 km marche sur route | Khaled Othmani            | 51 min 38 s     | Olfa Lafi                          | 49 min 8 s      |

## Sources
- « Championnats nationaux individuels sur piste, Stade de Radès, 25 et 26 juin 2011 » [PDF], sur tunisathle.voila.net (consulté le 10 juillet 2012)
- « Championnats nationaux des épreuves combinées, Stade national d'athlétisme, El Menzah, Tunis, 18 et 19 juin 2011 » [PDF], sur tunisathle.voila.net (consulté le 10 juillet 2012)